# 石竹属病毒属
石竹属病毒属（学名：Dianthovirus）是番茄叢矮病毒科下的一个属。

## 下属物种
本属包括以下物种：
- 麝香石竹环斑病毒 Carnation ringspot virus
- 红三叶草坏死花叶病毒 Red clover necrotic mosaic virus
- 甜三叶草坏死花叶病毒 Sweet clover necrotic mosaic virus